# Autorretrato (Beaux)
Autorretrato é uma pintura da artista Cecilia Beaux conservada na prestigiosa Galeria dos Autorretratos da Galeria Uffizi, em Florença.

## Descrição e Análise
Esse autorretrato de Cecilia Beaux, realizado em 1925, é uma obra notável não apenas por seu valor artístico, mas também por seu posicionamento simbólico dentro da tradição do autorretrato feminino — sobretudo ao ser incorporado à prestigiosa coleção da Galeria Uffizi, onde tantas artistas se autorrepresentaram como pintoras profissionais, e não meramente como musas ou damas da sociedade.
Mesmo aos setenta anos, Beaux constrói uma imagem de autoridade e presença. A posição de costas, voltada em três quartos, é uma escolha audaciosa: afasta-se do confronto direto e sugere ao espectador que a artista se deixa ver apenas parcialmente — um jogo de reserva e controle que contrasta com o tratamento mais expressivo da paleta. Os tons de vermelho profundo, aliados a pinceladas densas e atmosféricas, criam um espaço carregado, quase sepulcral, que remete tanto à solenidade do tempo quanto ao peso da memória.
A composição é sofisticada: o corpo elegantemente trajado se integra ao ambiente cromático, e apenas o rosto — e particularmente a tez clara — se destaca como ponto de foco. Há uma contenção emocional, mas também um gesto firme de autoafirmação: a artista, ciente do seu legado, se coloca não como uma senhora idosa, mas como uma figura de prestígio, controlando os códigos visuais da respeitabilidade burguesa e da autoridade artística.
Os três pequenos frascos à direita funcionam como elementos simbólicos discretos, mas cruciais — sugerem o ofício, a prática, o estúdio. É o gesto típico de muitas pintoras mulheres que, ao longo da história, incluíram pincéis, paletas, ou referências simbólicas à prática artística para legitimar sua presença no espaço público da arte.
A comparação crítica com John Singer Sargent não é gratuita: ambos exploram a sofisticação do retrato como espetáculo visual e psicológico. Mas enquanto Sargent muitas vezes busca a vitalidade e o esplendor mundano de seus retratados, Beaux — especialmente neste autorretrato tardio — prefere uma gravidade silenciosa, um gesto de despedida contido e poderoso.